# Lasioglossum pseudopectorale
Lasioglossum pseudopectorale är en biart som först beskrevs av Cockerell 1896.  Lasioglossum pseudopectorale ingår i släktet smalbin, och familjen vägbin. Inga underarter finns listade i Catalogue of Life.